# Kenya Airways
Kenya Airways är ett kenyanskt flygbolag grundat 1977, efter att East African Airways brutits upp. Det är landets största flygbolag, med bas på Jomo Kenyattas internationella flygplats.
Bolaget flyger på 34 destinationer med en flotta på 43 flygplan. Bland annat har de fyra Boeing 737-300, sex Boeing 767 och till 2007 tre Boeing 777-200. Man har tidigare flugit Saab 340.
I november 2021, vid ett Strategic Partnership Framework (SPF), undertecknat under en ceremoni i närvaro av Sydafrikas president Cyril Ramaphosa och Kenyas president Uhuru Kenyatta. Kenya Airways och South African Airways kommer nu att arbeta tillsammans för att "öka passagerartrafiken, fraktalternativ och handeln i allmänhet genom att utnyttja styrkorna från Sydafrika, Kenya och Afrika", förklarar en kommuniké.